# Antonio Saura
Antonio Saura (Huesca, 22 de setembro de 1930 — Cuenca, 22 de julho de 1998) foi um artista plástico espanhol, irmão do diretor de cinema Carlos Saura e tio do produtor cinematográfico Antonio Saura. É considerado um dos maiores artista da Espanha do século XX.

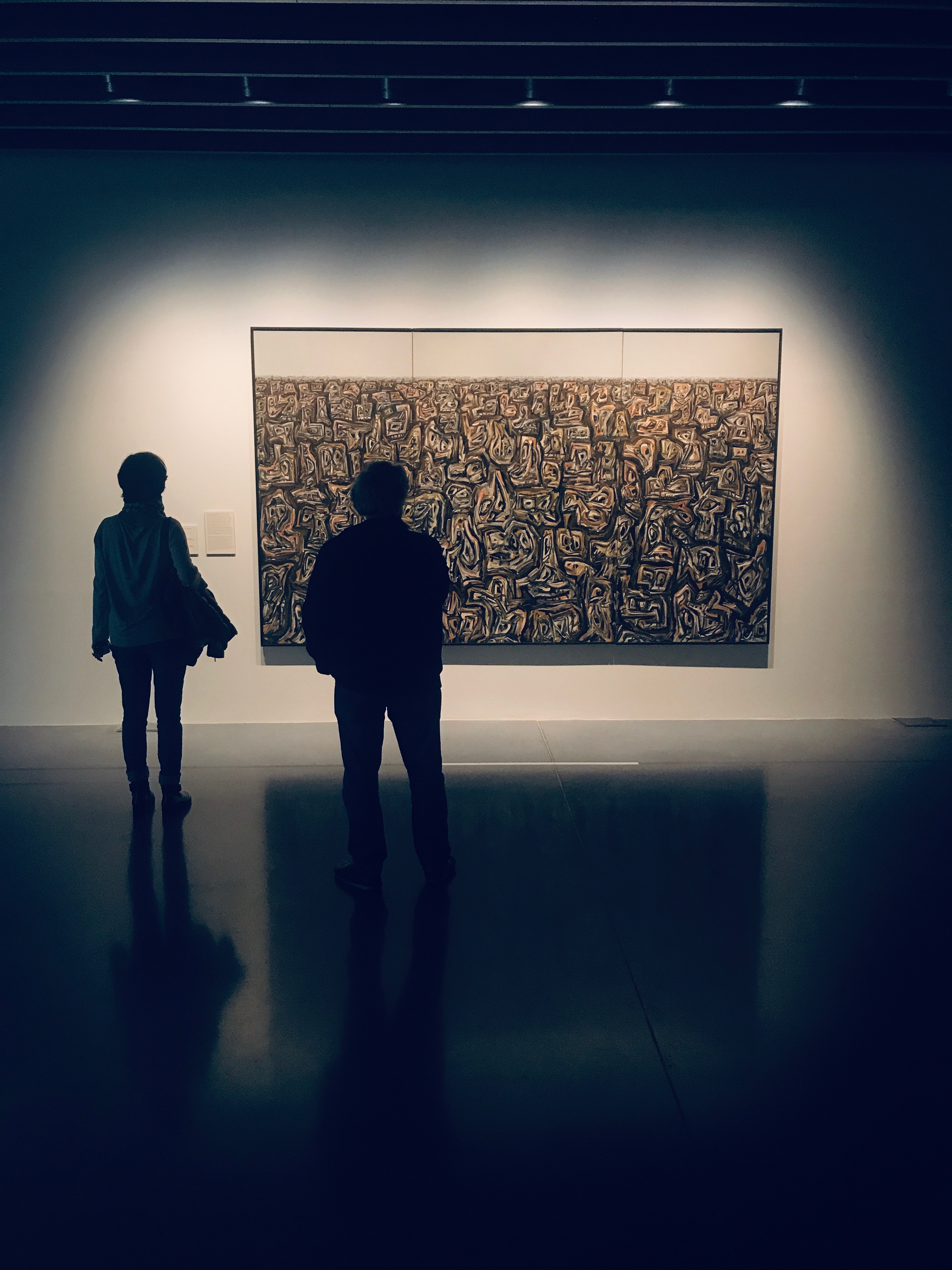
Utopias Modernas de Antonio Saura no Centro Pompidou Málaga

## Vida
Nascido em Huesca, passou os anos entre 1936 e 1939 entre Barcelona, Valência e Madri devido à Guerra Civil Espanhola, após o que viveu mais um ano em Huesca antes de regressar a Madri. Em 1943 contraiu tuberculose, doença que o obrigou a várias operações e a ficar essencialmente imobilizado durante cinco anos. Neste período, começou a aprender sozinho a pintar e a escrever e, superada a doença, realizou a sua primeira exposição com as obras que estudou e pintou em Saragoça em 1950, seguida de outra em Madri em 1952; entretanto publicou também a sua primeira obra poética, Programio.
Entre 1954 e 1955 mudou-se para Paris, onde integrou o grupo surrealista e onde, em 1957, realizou uma exposição na Galérie Stadler.
De regresso a Madri, em 1957 foi um dos fundadores do grupo El Paso, do qual se manteve à frente até 1960, conhecendo também neste período o crítico Michel Tapié. A partir de 1960 deixa de pintar exclusivamente a preto e branco, aproximando-se cada vez mais da cor e passando também a realizar algumas esculturas. No mesmo ano recebe o "Prêmio Guggenheim" em Nova York e entretanto suas obras começam a ser expostas nos principais museus europeus e americanos.
A partir de 1966 fez várias viagens a Cuba, encontrando novas inspirações para os seus trabalhos e onde, em 1968, participou no Congresso cultural de Havana. No mesmo ano abandona a técnica do óleo sobre tela para se dedicar, durante cerca de dez anos, à pintura sobre papel, enquanto em 1969 o editor Gustavo Gili, de Barcelona, publica a primeira monografia a ele dedicada, com texto de José Ayllón.
Nas últimas décadas de sua carreira experimentou outras formas artísticas, da escultura ao vitral (destaca-se uma Crucificação de 1965 na igreja de San Tomaso em Amsterdã), do grafismo à pintura mural, esta última técnica da qual se conserva em particular a obra Senza centro (1968), no Museo de la revolución de Havana, e Elegia (1987), na Câmara Municipal de Huesca.
Ele morreu em Cuenca em 1998.
Suas obras agora são exibidas em vários museus em todo o mundo, incluindo o Musée Picasso em Antibes, o Centre Pompidou em Paris, o Städelsches Kunstinstitut und Städtische Galerie em Frankfurt am Main, a National Gallery e a Tate Modern em Londres, o Museo Nacional Centro de Arte Reina Sofía em Madri, o Museu Guggemheim e o Museu Metropolitano em Nova York.

## Exposições individuais
- Museu de Arte Contemporânea, Madri (1956)
- Galerie Stadler, Paris (1957 e 1979)
- Galerie Van de Loo, Munique (1959)
- Galeria Pierre Matisse, Nova York (1961)
- O Museu Stedelijk, Eindhoven (1963)
- The Rotterdamsche Kunsling (1963)
- O Museu de Buenos Aires (1963)
- O Museu do Rio de Janeiro (1963)
- Museu Stedelijk, Amsterdã (1964)
- The Kunsthalle, Baden-Baden (1964)
- The Konsthallen, Göteborg (1964)
- Institute of Contemporary Art, Londres (1965)
- Galerie Maeght, Barcelona (1975 e 1984)
- Galerie Lauter, Mannheim (1979)
- The Abbaye de Sénanque, Gordes (1985)
- Galerie Lauter Mannheim (1985-1986)
- The Wiener Secession, Viena (1989)
- Harvard University, Cambridge (1989)
- Musée d'art et d'histoire, Genebra; MNCARS, Madri; Lenbachhaus, Munich & Réfectoire des Jacobins, Toulouse (1989)
- Museu de Arte Moderna de Lugano (1994)
- Galerie Daniel Lelong, Paris (1997)
- Kunstmuseum Bern, Berna (2012)

## Escritos (em espanhol)
- Programio, edição de autor, Madri 1950-1951
- Espacio y gesto, 1959
- Diez notas y diez grabados, Sala Pelaires, Palma de Maiorca 1974
- Contra el Guernica / Libelo, Ediciones Turner, Madri 1981
- Contre Guernica / Pamphlet, Dominique Bedou Editeur, París 1985
- El Deslumbramiento, Armando Reverón. Exposición Antológica (Ensaio), Madri 1992
- Note book (memoria del tiempo), Librería Yerba, Murcia 1992
- Belvédère Miró, L’Echoppe, París 1993
- Mémoire du temps, Carnet de notes, La Différence, París 1994
- Francis Bacon et la beauté obscène, Nouvelles Editions Séguier, París 1996
- La Question de l’art espagnol, L’Echoppe, París 1996
- Le chien de Goya, L’Echoppe, París 1996
- Discours de Cuenca, L’Echoppe, París 1997
- Fijeza, Ensayos, Galaxia Gutenberg / Círculo de Lectores, Barcelona 1999 (ISBN 84-8109-221-5)
- Klee, point final, L’Echoppe, París 1999
- Le miroir singulier / Bram van Velde, L’Echoppe, París 1999
- Crónicas. Artículos, Galaxia Gutenberg / Círculo de Lectores, Barcelona 2000 (ISBN 84-8109-289-4)
- Visor. Sobre artistas (1958-1998), Galaxia Gutenberg / Círculo de Lectores, Barcelona 2001 (ISBN 84-8109-354-8)
- Escritura como pintura. Sobre la experiencia pictórica, (1950-1994), Galaxia Gutenberg / Círculo de Lectores, Barcelona 2004 (ISBN 84-8109-479-X)
- Erotica, Fundación Archives Antonio Saura y 5 Continents Editions, Ginebra 2008 (com um texto de Jacques Henric e onze textos de Antonio Saura) (ISBN 978-88-7439-474-6)
- Contre Guernica / Pamphlet, Fundación Archives Antonio Saura e 5 Continents Editions, Ginebra 2008 (ISBN 978-88-7439-475-3)
- Saura / Erótica, Taché editor, Barcelona 2007
- Antonio Saura par lui-même, Fundación Archives Antonio Saura e 5 Continents Editions, Ginebra 2009 (ISBN 978-88-7439-510-1)
- Contra el Guernica / Libelo, Fundación Archives Antonio Saura, em coedição com La Central y el Museo Nacional Centro de Arte Reina Sofia, Ginebra 2009 (com prefácio de Félix de Azúa) (ISBN 978-84-936793-9-2)
- Antonio Saura por sí mismo, Fundación Archives Antonio Saura, em coedição com Lunwerg Editores, Ginebra 2009 (ISBN 978-2-940435-01-2)
- Antonio Saura über sich selbst, Fundación Archives Antonio Saura, em coedição com HATJE CANTZ, Osterfildern 2012 (ISBN 978-3-7757-3410-3)
- Sur Picasso, Fondation Archives Antonio Saura, em coedição com Georg Éditeur, Ginebra 2018 (com um prefácio de Didier Semin) (ISBN 978-2-8257-1063-0)
- Sobre Picasso, ABADA Editores em coedição com Archives Antonio Saura, Madri 2020 (com prefácio de Didier Semin, traduzido do Bethlehem Gala Valencia) (ISBN 978-84-17301-59-0)

## Livros ilustrados (seleção em espanhol)
- El Nuevo Pinocho de Christine Nöstlinger, ilustrado por Antonio Saura, com tradução do alemão para o espanhol por Miguel Sáenz, Fundación Archives Antonio Saura, em coedição com La Central e o Museu Nacional Centro de Arte Reina Sofia, Genebra 2010 (ISBN 978- 84- 937511-4-2)
- Le nouveau Pinocchio de Christine Nöstlinger, ilustrado por Antonio Saura, com tradução do alemão para o francês por Ghyslaine Lagarde-Sailer, Arquivos da Fundação Antonio Saura e edições 5 continentes, Genebra 2010 (ISBN 978-88-7439-541-5)
- Der neue Pinocchio de Christine Nöstlinger, ilustrado por Antonio Saura, Arquivos da Fundação Antonio Saura e HATJE CANTZ (ISBN 978-3-7757-2709-9)
- The New Pinocchio de Christine Nöstlinger, ilustrado por Antonio Saura, com tradução do alemão para o inglês por Anthea Bell, Arquivos da Fundação Antonio Saura e edições 5 continentes, Genebra 2010 ISBN 978-88-7439-570-5)
- Antonio Saura über sich selbst de Antonio Saura, ilustrado por Antonio Saura, com tradução para o alemão de Bernard Dieterle, coeditado por Fondation Archives Antonio Saura e HATJE CANTZ, Geneva / Ostfildern 2012 (ISBN 978-3-7757-3410-3)
- Die Mauer de Bert Papenfuss e Antonio Saura, ilustrado por Antonio Saura, co-editado por HATJE CANTZ e Arquivos da Fundação Antonio Saura, Ostfildern / Genebra 2012 (ISBN 978-3-7757-3409-7)
- Antonio Saura: Die Retrospektive com textos de Natalia Granero, Alexander Klar, Olivier Weber-Caflisch, Matthias Frehner, Didier Semin, Bernard Dieterle e Cäsar Menz, ilustrado por Antonio Saura, coeditado por Kunst Museum Bern, Museum Wiesbaden, HATJE CANTZ e Arquivos da Fundação Antonio Saura, Ostfildern 2012 (ISBN 978-3-7757-3369-4)
- Mensonge et songe de Franco (une parabole moderne), ilustrado por Antonio Saura, capa de Eduardo Arroyo, com textos de Eduardo Arroyo, Bartolomé Bennassar e Antonio Saura, Genebra 2017, Arquivos da Fundação Antonio Saura, em coedição com Georg Éditeur, Genebra 2017 (ISBN 978-2-8257-1061-6)
- A mentira e o sonho de Franco (uma parábola moderna), ilustrada por Antonio Saura, capa de Eduardo Arroyo, com textos de Eduardo Arroyo, Bartolomé Bennassar e Antonio Saura, Genebra 2017, Arquivos da Fundação Antonio Saura, em coedição com Georg Éditeur, Genebra 2017 (ISBN 978-2-8257-1062-3)